# Ciolpani, Ilfov
Ciolpani este satul de reședință al comunei cu același nume din județul Ilfov, Muntenia, România.
Istoria satului este legată de mănăstirea Țigănești, care a început ca un mic schit de călugări al mănăstirii Căldărușani. Pe la trecerea în secolul al XIX-lea, călugării de la schit au fost retrași înapoi la Căldărușani, iar la Țigănești a fost înființată o mănăstire de maici. Satele Ciolpani și Țigănești au fost înființate pe la 1800 odată cu organizarea acestei mănăstiri. La Ciolpani, clăcași ai mănăstirii Țigănești și-au construit case într-o zonă mai rară a pădurii Snagov. În Marele Dicționar Geografic al Romîniei de pe la 1900, este consemnat ca sat al comunei Țigănești, cu o populație de 648 de locuitori, și avându-l ca principal proprietar pe un anume I. Popescu. Sediul primăriei comunei se afla aici. Satul Țigănești se afla puțin mai la nord și avea doar 236 de locuitori.
Odată cu organizarea administrativă din 1968, satul Țigănești a dispărut ca entitate separată, și a fost înglobat în satul Ciolpani.